# 4076 Дорффель
4076 Дорффель (4076 Dörffel) — астероїд головного поясу, відкритий 19 жовтня 1982 року.
Тіссеранів параметр щодо Юпітера — 3,301.